# Паровозная улица (Зеленогорск)
Парово́зная у́лица — улица в городе Зеленогорске Курортного района Санкт-Петербурга. Проходит от проспекта Ленина до Невской улицы (фактически Невской улицы в том месте нет). На запад продолжается Вокзальной улицей.
С 1920-х годах улица именовалась Asemakatu, то есть Вокзальной улицей на финском языке. Топоним связан с тем, что улица проходит вдоль вокзала железнодорожной станции Зеленогорск. С тех пор и до 1940-х в состав Asemakatu входила также современная Вокзальная улица. После разделения на две улицы западная часть осталась Вокзальной, а восточную наименовали Паровозной. Как говорится в Большой топонимической энциклопедии, «современное название связано с тем, что улица идет вдоль Финляндской линии Октябрьской железной дороги».
Согласно проекту планировки, Паровозную улицу планируется продлить на 440 метров параллельно железной дороге.

## Перекрёстки
- Проспект Ленина / Вокзальная улица
- Сапожная улица